# Humięcino-Retki
Humięcino-Retki (prononciation : [xumjɛnˈt͡ɕinɔ ˈrɛtki]) est un village polonais de la gmina de Grudusk dans le powiat de Ciechanów de la voïvodie de Mazovie dans le centre-est de la Pologne.
Le village possède approximativement une population de 180 habitants en 2006.

## Histoire
De 1975 à 1998, le village appartenait administrativement à la voïvodie de Ciechanów.